# 前710年
| 千纪： | 前1千纪 |
| 世纪： | 前9世纪 \| 前8世纪 \| 前7世纪 |
| 年代： | 前740年代 \| 前730年代 \| 前720年代 \| 前710年代 \| 前700年代 \| 前690年代 \| 前680年代 |
| 年份： | 前715年 \| 前714年 \| 前713年 \| 前712年 \| 前711年 \| 前710年 \| 前709年 \| 前708年 \| 前707年 \| 前706年 \| 前705年 |
| 纪年： | 己巳年（羊年）；周桓王林十年；鲁桓公允二年；齐僖公禄父二十一年；晋哀侯光八年；曲沃武公称六年；卫宣公晋九年；蔡桓侯封人五年；郑庄公寤生三十四年；曹桓公终生四十七年；燕宣侯元年；陈桓公鲍三十五年；杞武公四十一年；宋殇公与夷十年；秦宁公六年；楚武王熊通三十一年 |

## 大事记
- 宋國華督見司馬孔父嘉妻美，攻殺孔父嘉，娶其妻。國君殤公大怒，華督遂弒宋殤公，立宋穆公子宋莊公馮，分賂各國
- 滕子（滕国国君）朝觐鲁国。
- 魯國責杞國（河南杞縣）君主朝見不敬，出兵討伐。
- 晉哀侯侵佔曲沃武公所屬陘庭（山西侯馬）田，爭執激烈[1]。

## 逝世
- 宋殤公，宋宣公之子，春秋時期宋國君主。
- 孔父嘉，孔子六世祖，春秋時期宋國大夫。